# Gerdt Lundeberg

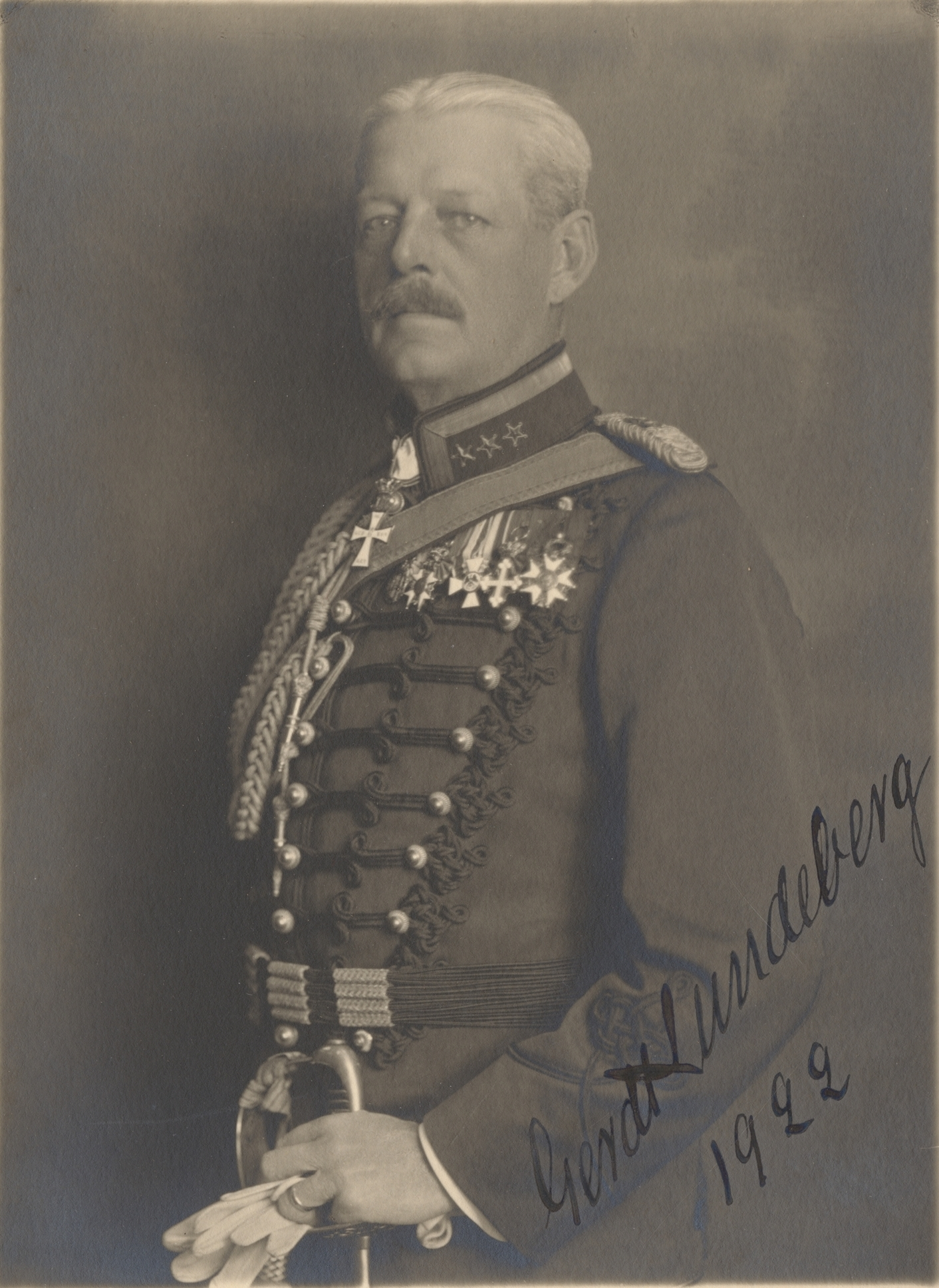
Gerdt Lundeberg, 1922.

Gerdt August Lundeberg, född den 2 maj 1868 i Hille församling, Gävleborgs län, död den 22 januari 1948 i Ytterjärna församling, Stockholms län, var en svensk militär. Han var son till Christian Lundeberg.
Lundeberg blev underlöjtnant vid Svea artilleriregemente 1890 och löjtnant där 1894. Han genomgick artilleri- och ingenjörhögskolans högre kurs 1893–1895. Lundeberg blev artilleristabsofficer 1903 och befordrades till kapten 1905. Han blev adjutant hos Oskar II 1907 och hos Gustav V 1908. Lundeberg blev chef för artilleristaben och major i armén 1912, major vid Vendes artilleriregemente 1915 och överstelöjtnant vid Upplands artilleriregemente 1916. Han befordrades till överste i armén och blev tillförordnad chef för Vendes artilleriregemente samt överadjutant hos kungen 1918. Lundeberg blev chef för Upplands artilleriregemente 1919, på övergångsstat 1928. Han blev lärare vid artilleriets skjutskola 1918 och var chef där 1921–1923. Lundeberg var överste i norra arméfördelningens reserv 1928–1936. Lundeberg invaldes som ledamot av andra klassen av Krigsvetenskapsakademien 1913. Han blev riddare av Svärdsorden 1911, kommendör av andra klassen av samma orden 1921 och kommendör av första klassen 1924. Lundeberg vilar på Norra begravningsplatsen utanför Stockholm.